# Ringtheater
Il Ringtheater fu un popolare teatro di Vienna, Austria. Era collocato nel primo distretto Bezirk I, Schottenring 7. Fu distrutto in un incendio nel 1881 che uccise 449 persone; sul sito dove insisteva la struttura oggi sono collocati gli uffici della polizia federale di Vienna.

## Storia
Il Ringtheater venne costruito tra il 1872 e il 1874 da Heinrich von Förster, che a sua volta riprese i progetti di Emil Ritter. Venne inaugurato il 17 gennaio 1874 sotto la direzione di Albin Swoboda sotto il nome di Opéra Comique, antitetico all'austerità del teatro della Wiener Staatsoper; il nome venne cambiato in Ringtheater solo nel settembre 1878.
Il teatro, avente una capienza di 1700 spettatori, venne raso al suolo da un incendio divampato l'8 dicembre 1881 poco prima dell'esibizione de I racconti di Hoffmann; tra le fiamme morirono ben 449 persone.  Il tragico evento, in ogni caso, fece da sprone all'adozione di leggi più sicure per scongiurare l'insorgere di ulteriori incendi, con l'introduzione di tende veneziane di sicurezza e altre misure protettive.
Sul sito del teatro venne costruita una residenza privata, denominata Sühnhaus, crollata nel 1951 per via della scarsa qualità edificativa; oggi vi insiste il quartier generale della polizia federale di Vienna, costruito tra il 1969 e il 1974.